# Aldeanueva del Monte
Aldeanueva del Monte es una localidad, pedanía del municipio de Riaza en la provincia de Segovia. Hasta 1979 fue un municipio independiente.

## Historia
Su existencia está documentada desde el siglo XIII, como heredad del monasterio de Santo Tomé del Puerto.
Hasta el siglo XVI simplemente se llamaba  Aldea Nueva, pertenece desde época medieval a la Comunidad de Villa y Tierra de Fresno de Cantespino, entidad que todavía subsiste en la gestión de montes comunales. Perteneció al condestable de Castilla Álvaro de Luna; y más tarde al conde de Miranda.
A mediados del siglo XVIII incorporó a su municipio la población de Barahona de Fresno, hasta entonces municipio independiente, así aparece en el censo de 1857.
Aldeanueva del Monte fue municipio independiente con ayuntamiento propio hasta el 8 de junio de 1979.

## Geografía humana

### Demografía
| Gráfica de evolución demográfica de Aldeanueva del Monte entre 1842 y 1970 |
| |
| Población de derecho según los censos de población del INE Población de hecho según los censos de población del INEEntre el censo de 1857 y el anterior, crece el término del municipio porque incorpora a 405007 (Barahona del Fresno) Entre el censo de 1981 y el anterior, este municipio desaparece porque se integra en el municipio 40170 (Riaza) |

| 4             | 5 | 8 | 8 | 7 | 6 | 12 | 12 | 8 | 8 | 8 | 10 | 10 |
| (Fuente: INE) |   |   |   |   |   |    |    |   |   |   |    |    |

## Administración y política
Lista de alcaldes
| Periodo   | Nombre              | Partido | Partido |
| --------- | ------------------- | ------- | ------- |
| 1979-1983 | Andrés Calvo Illana |         | UCD     |
| 1983-1987 | -                   |         | -       |

## Cultura

### Patrimonio
- Iglesia románica de san Antonio, en ruinas;[3]
- Ermita románica de San Juan, en ruinas;
- Espacio natural de la charca del Terrero, utilizada para extraer agua para el ganado y fabricación de adobe.

### Fiestas
Virgen del Rosario, el primer domingo de octubre.